# Wymazana
Wymazana (słoweń. Izbrisana) – powieść Mihy Mazziniego, opublikowana w polskim przekładzie (tłum. M. Gruda) przez Wydawnictwo Wyszukane w 2020 roku. W 2015 r. Izbrisana została nominowana do Nagrody Kresnik (słoweński Booker), a w 2018 r. na podstawie książki powstał film w reżyserii Mihy Mazziniego. Przetłumaczona na pięć języków: serbski, włoski, węgierski, macedoński i polski. 

## Opis fabuły
Akcja powieści rozgrywa się tuż po uzyskaniu przez Słowenię niepodległości. Zala Jovanović, Serbka z pochodzenia, od dzieciństwa mieszkająca w Lublanie, właśnie urodziła syna i w szpitalu dowiedziała się, że… nie istnieje. Jej imienia i nazwiska nie ma w rejestrze mieszkańców Słowenii, co wiąże się z drastycznymi konsekwencjami dla niej i dziecka. Zala rozpoczyna rozpaczliwą walkę o prawo do życia dla siebie i syna.

## Recenzje
- Jarosław Czechowicz, Krytycznym okiem: „Wymazana” Miha Mazzini [online], Krytycznym okiem, 6 listopada 2020 [dostęp 2022-01-31].
- Karolina Chymkowska, Myślę, czuję, nie istnieję – recenzja książki "Wymazana" Mihy Mazziniego [online], Booklips.pl, 9 grudnia 2020 [dostęp 2022-01-31] (pol.).
- Anna Maślanka, Państwo o pryszczatej twarzy – „Wymazana”, Miha Mazzini [recenzja patronacka] [online], Literackie skarby świata całego, 26 stycznia 2021 [dostęp 2022-01-31].
- Wojciech Szot, [RECENZJA] Miha Mazzini, "Wymazana" [online], Zdaniem Szota, 23 listopada 2020 [dostęp 2022-01-31] (pol.).
- Adam, Miha Mazzini, Wymazana [online], Czytanie to przygoda, 7 grudnia 2020 [dostęp 2022-01-31] (pol.).